# Мало-Шкарівська волость
Мало-Шкарівська волость — історична адміністративно-територіальна одиниця Заславського повіту Волинської губернії з центром у селі Мала Шкарівка. Наприкінці ХІХ ст. волость було ліквідовано, поселення увійшли до складу Лабунської (Великі Мацевичі, Мала Шкарівка, Малі Мацевичі, Москвитинівка), Бутовецької (Жабче, Стецька) та Грицівської (Велика Шкарівка) волостей.
Станом на 1886 рік складалася з 12 поселень, 11 сільських громад. Населення — 4914 осіб (2436 чоловічої статі та 2478 — жіночої), 610 дворових господарств.
|                     | Площа, десятин | У тому числі орної, десятин |
| ------------------- | -------------- | --------------------------- |
| Сільських громад    | 5838           | 4652                        |
| Приватної власності | 5350           | 3719                        |
| Іншої власності     | 271            | 220                         |
| Загалом             | 11459          | 8591                        |

Основні поселення волості:
- Мала Шкарівка — колишнє власницьке село, 477 осіб, 71 двір; волосне правління (38 верст від повітового міста), каплиця, школа, 2 водяних млини. За 7 верст - поштова станція Велико-Мацевицька.
- Велика Шкарівка — колишнє власницьке село, 479 осіб, 57 дворів, православна церква, постоялий будинок, 2 вітряки, цегельний завод.
- Великі Мацевичі — колишнє власницьке село, 757 осіб, 106 дворів, православна церква, школа, постоялий будинок, постоялий двір, водяний млин, вітряк.
- Жабь — колишнє власницьке село при струмкові Задурі, 431 особа, 65 дворів, православна церква, школа, постоялий будинок, вітряк.
- Малі Мацевичі — колишнє власницьке село, 328 осіб, 38 дворів, православна церква, водяний млин.
- Москвитянівка — колишнє власницьке село при струмкові Білці, 269 осіб, 37 дворів, православна церква, постоялий будинок.
- Раштівка — колишнє власницьке село, 493 особи, 72 двори, православна церква, школа, постоялий будинок, 2 водяних млини.
- Стецька — колишнє власницьке село, 420 осіб, 43 двори, православна церква, каплиця, школа, водяний млин.